# Syzygium eugenioides
Syzygium eugenioides är en myrtenväxtart som först beskrevs av Ferdinand von Mueller, och fick sitt nu gällande namn av Edward Sturt Biffin och Lyndley Alan Craven. Syzygium eugenioides ingår i släktet Syzygium och familjen myrtenväxter.
Artens utbredningsområde är Fiji. Inga underarter finns listade i Catalogue of Life.